# Poupa-eurasiática

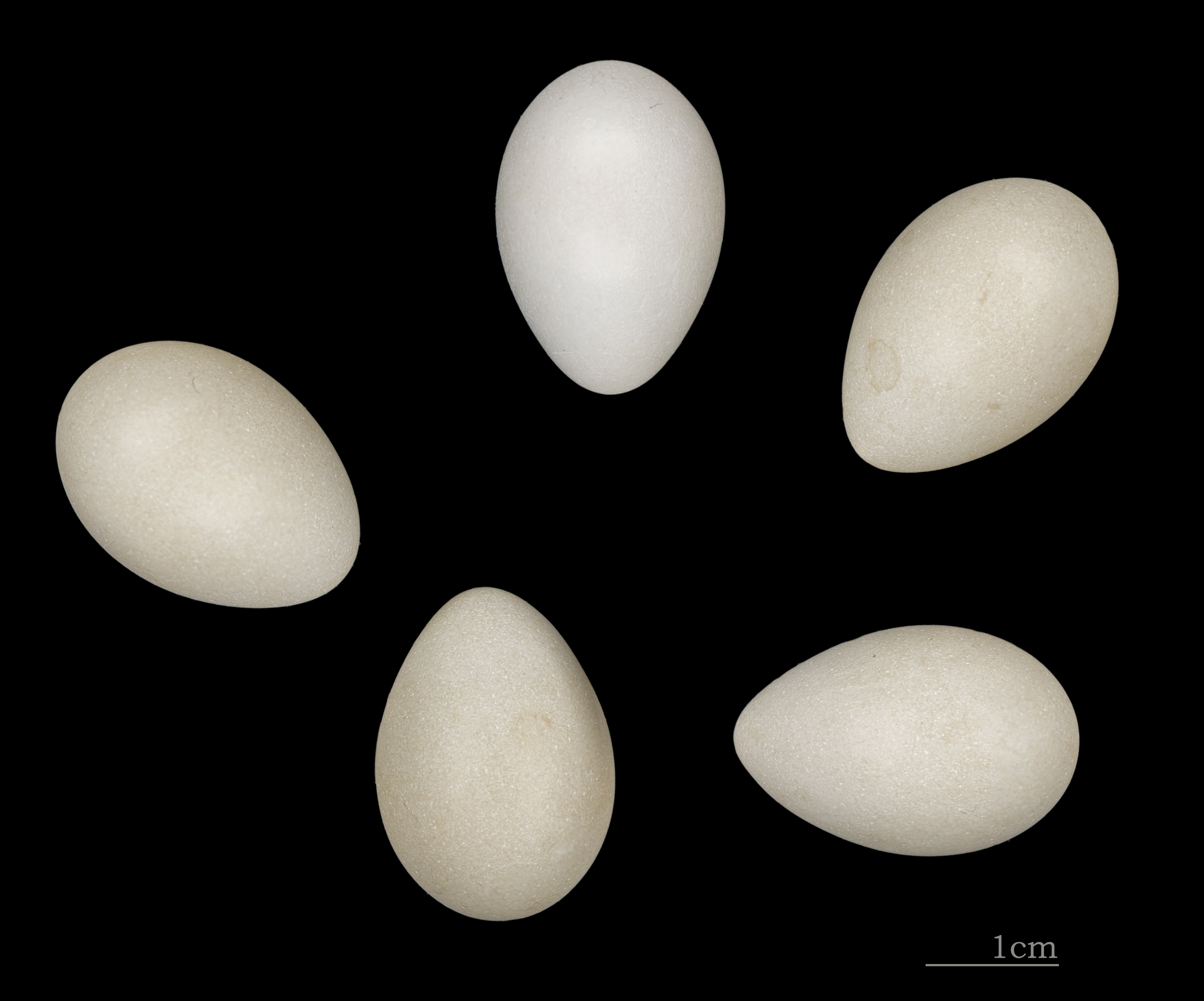
Upupa epops

A poupa-eur(o)asiática (Upupa epops), ou poupa-comum, é uma ave da ordem Bucerotiformes (incluída nos Coraciiformes ou Upupiformes segundo algumas classificações).
A poupa-eurasiática possui 27 cm de comprimento. Apresenta formas e coloridos característicos: longa crista alaranjada, com extremidades negras, que ela pode abrir ou fechar em leque à vontade; bico comprido e cavado, asas e cauda pintalgadas de negro e branco.
Vive em locais secos e quentes: pomares, vinhas abandonadas, parques e orlas de florestas. Alimenta-se de larvas, vermes e pequenos lagartos.
Na Europa esta ave é uma migradora nidificante sendo no entanto residente no sul de Portugal e Espanha.
Outrora considerada a única espécie viva da família Upupidae, foi posteriormente separada em quatro espécies, das quais uma se encontra extinta:
- Poupa-africana (Upupa africana)
- Poupa-gigante ou poupa-de-santa-helena [4] (Upupa antaios) †
- Poupa-eurasiática (Upupa epops)
- Poupa-malgaxe (Upupa marginata)